# Ctenotus vertebralis
Ctenotus vertebralis är en ödleart som beskrevs av  Rosa Rankin och GILLAM 1979. Ctenotus vertebralis ingår i släktet Ctenotus och familjen skinkar. Inga underarter finns listade i Catalogue of Life.